# Abu Qutada
Abu Qutada, sobrenom d'Omar Mahmud Othman (Betlem, Cisjordània, 1 de juliol de 1961), és un militant palestí presumptament vinculat a Al Qaeda. És considerat el líder espiritual d'Al Qaeda a Europa i del Grup Salafista per la Predicació i el Combat i el Grup Islàmic Armat. Se'l va relacionar amb els atemptats de l'11 de setembre, pel fet de trobar-se al pis d'Hamburg del pilot suïcida Mohamed Atta un gran nombre de vídeos amb els seus discursos i arengues.